# Τ中微子
τ中微子（Tau neutrino）是基本粒子微中子的一類，不带电荷，符号为
ν
τ；與τ子一起共同組成了第三代轻子，因此称作τ中微子。马丁·佩尔与其同事在1974年到1977年间于SLAC 国家加速器实验室和劳伦斯伯克利国家实验室通过一系列实验检测到τ子后，就有科学家预测了它的存在。DONUT协作于2000年7月宣布发现τ中微子。

## 发现
τ中微子是标准模型中最后发现的轻子。费米实验室在20世纪90年代启动的DONUT实验（英語：Direct Observation of the Nu Tau）专门为了检测τ中微子。这些努力终于取得了成功，DONUT协作项目在2000年7月宣布了τ中微子的发现。
τ中微子是最后第二种被发现的标准模型所预测的粒子，最后一种是已初步确认存在的希格斯玻色子。

## 相互作用
DONUT实验已经分析了核靶上203种中微子的相互作用。2001年，来自美国、日本等国的科学家发表论文称，通过衰变研究发现了τ中微子的相互作用，该结果与标准模型的预测相同。